# Петровское (Уржумский район)
Петровское — село в Уржумском районе Кировской области, административный центр Петровского сельского поселения.

## География
Находится в правобережье Вятки на левом берегу реки Буй на расстоянии примерно 21 километр на север от районного центра города Уржум.

## История
Известно с 1748 года, когда в нём было учтено 265 душ. Петропавловская каменная церковь в селе построена в 1796 году. В 1873 году учтено дворов 95 и жителей 822, в 1905 211 и 1233, в 1926 270 и 1438, в 1950 261 и 714, в 1989 800 жителей.

## Население
Постоянное население составляло 610 человек (русские 97 %) в 2002 году, 453 в 2010.